# Nittel Nacht
La Nittel Nacht (yiddish : ניטל נאַכט) est une « contre-fête » apparue en Europe de l’Est au XVIIe siècle ou peut-être un siècle plus tôt, tenue lors du réveillon de Noël. 
Témoignant des relations conflictuelles entre juifs et chrétiens, donc largement abandonnée de nos jours hormis par les hassidim, elle consiste en une série de coutumes visant à créer dans les maisons juives l’atmosphère exactement inverse à celle qui sied lors d’une fête traditionnelle.

## La Nittel Nacht dans les sources juives
La Nittel Nacht tire son fondement de la première mishna du traité Avoda Zara : « Avant les ʾeidim des goyim, il est interdit trois jours durant de boire et négocier avec eux » (eïd désigne en hébreu biblique un malheur — cf. Deutéronome 32:35, Jérémie 48:16 ou Proverbes 17:5 — et, par antiphrase, les jours de joie des idolâtres, ennemis de ce fait du dieu d’Israël) ; cet interdit est expliqué d’une part par la crainte de boire du vin destiné aux libations idolâtres, et d’autre part par celle de voir les gains de l’idolâtre reversés en partie ou en totalité aux besoins de son culte.
Le terme Nittel est utilisé, avec des graphies variées, par diverses autorités médiévales, qui prescrivent de s’abstenir des relations commerciales avec les chrétiens aux alentours de Noël. Ainsi, Moïse de Coucy citant d’une part les traités Avoda Zara et Baba Qama et d’autre part leurs commentaires par Rachi et le Rashbam, précise que le « jour de leur abomination » se réfère spécifiquement à Niṭṭe"l (ניט"ל) et Kissa"h (קיס"ח), soit Noël et Pâques (Sefer miṣwot haggadol, t. 1, Venise, 1547, p. 10a, 2e colonne, lignes 5-13). Leur interprétation figure également en note d’une édition de Mishné Torah de Maïmonide (Venise, 1524, p. 28a, note B, lignes 1-5), mais Nittel est écrit ici ניתל avec un tav (et non un teth). L’origine du terme est tout aussi ambiguë — le mot proviendrait soit du latin : dies natalis, initialement écrit avec un tet en vertu des usages de transcription pour la lettre t d’une langue étrangère avant d’être remplacé par un tav par assimilation phonétique. L’auteur de la note au code de Maïmonide, qui écrit Nittel avec un tav, semble l’associer à Nitla (« pendu »), faisant ici un jeu de mots avec Hattalouï (« le pendu »), de même que le principal recueil de lois et prières de l’époque (Mahzor Vitry, 2e partie, Jérusalem 1963, p. 768, lignes 12-19). Il semble cependant s’agir d’une étymologie populaire, parmi d’autres :
- Niṭṭel proviendrait de Niṭal (« il a été pris/enlevé », ניטל) et Nittel Nacht se traduirait par « la nuit où cet homme [Jésus] a été enlevé ».

La première mention des coutumes observées lors de la Nittel nacht apparaît dans les écrits du Maharsha, bien que le nom de la contre-fête n’y figure pas.

## L'étymologie de Nittel
(décembre 2024).
Si vous disposez d'ouvrages ou d'articles de référence ou si vous connaissez des sites web de qualité traitant du thème abordé ici, merci de compléter l'article en donnant les références utiles à sa vérifiabilité et en les liant à la section « Notes et références ».
Plusieurs hypothèses existent pour expliquer l’origine de ce mot : (dies) natalis en latin, Niṭṭal (il a été pris/enlevé, ניטל) ou Nitlah (il a été pendu/suspendu, ניתלה), sans compter les acronymes en yiddish, trop récents pour être comptabilisés ici. L’origine latine nous semble devoir être écartée pour les raisons que voici : la lettre taw n’est jamais employée pour transcrire la lettre t d’une langue étrangère, et on ne voit pas pourquoi Noël serait issu d’un terme latin, alors que le terme désignant Pâques vient de l’araméen et que le mot désignant la fête de la Nativité de Saint-Jean-Baptiste est issu de l’hébreu[Quoi ?]. Cette première hypothèse écartée, il faut se pencher sur les deux autres : Niṭṭal est attesté chez Moïse de Coucy, rabbin du XIIIe siècle, qui a participé au débat judéo-chrétien sur le Talmud en 1240 et concorde avec la fin de Jésus évoquée dans les Toldot Yeshu ; Nitl[ah] est attesté dans une note ajoutée au commentaire de Maïmonide et dans le Maḥzor Vitry qui ont été composés au XIIe siècle, formant, dans les deux cas, un jeu de mots avec Hattaluy (celui qui a été pendu/suspendu, d’où le Crucifié, התלוי), mais aussi dans les manuscrits B 10410 et B 10411 des Archives départementales de la Côte d’Or datés du XIVe siècle. Outre cette antériorité, la graphie Niṭṭal s’explique dans les écrits de Moïse de Coucy, car il était dangereux pour un juif de maintenir la graphie Nitl[ah] après le procès du Talmud (il en a été de même pour le terme de Pâques qu’on a rapproché de Pesaḥ), c’est pourquoi les termes désignant Noël et Pâques ont été biffés dans les manuscrits de Dijon. La graphie Yoḥoram (il sera excommunié/exterminé, יחרם) pour la fête de la Nativité de Saint-Jean permet d’établir un parallèle avec Nitlah, car dans les deux cas on évoque la mise à mort finale de Jésus et de Jean-Baptiste. Le terme syriaque pour Pâques (פצחא, soit Peẓḥo’) explique la forme primitive קצח en hébreu. Pour ces diverses raisons, Nitl[ah] apparaît comme étant la graphie la plus ancienne et l’étymologie la plus probable, même si elle est religieusement incorrecte.[pertinence contestée]